# إيرني غريغوري
إيرني غريغوري (بالإنجليزية: Ernie Gregory)‏ (10 نوفمبر 1921 في المملكة المتحدة - 21 يناير 2012 في المملكة المتحدة) هو لاعب كرة قدم بريطاني (وحمل سابقاً جنسية المملكة المتحدة لبريطانيا العظمى وأيرلندا) في مركز حراسة المرمى. لعب مع وست هام يونايتد وLeytonstone F.C. ‏.

## وصلات خارجية
- إيرني غريغوري على موقع قاعدة بيانات كرة القدم.إي يو (الإنجليزية)